# Krigsåret 2009

## Pågående krig
- Afghanistankriget (2001-)[1]

- Darfurkonflikten (2003-)
- Inbördeskriget i Sri Lanka (1983–2009)
  - Sri Lanka på ena sidan
  - Tamilska befrielsetigrarna på andra sidan

- Gazakriget (2008–2009)
  - Israel på ena sidan
  - Hamas på andra sidan

- Irakkriget (2003–)[1]
  - Irak på ena sidan
  - USA, Storbritannien med flera på andra sidan

## Årets händelser

### Januari
- 3 - Israels militär anfaller Gazaremsan med marktrupp.

### Mars
- 4 - Internationella brottmålsdomstolen begär häktning av Sudans president Omar Hassan al-Bashir, för krigsförbrytelser och brott mot mänskligheten i samband med Darfurkonflikten.

### Maj
- 19 - Gerillan Tamilska tigrarna på Sri Lanka besegras efter ett 26 år långt inbördeskrig.

### Juni
- 16 - Sveriges riksdag beslutar med röstsiffrorna 153-150 att Sverige ska avskaffa den allmänna värnplikten,[2] som har funnits sedan 1901, i fredstid och från den 1 juli 2010 ersätta den med en frivillig grundläggande soldatutbildning.[3]

- 26 augusti - Enligt chefen för UNAMID ,general Martin Luther Agwai är Darfurkriget över. Endast en gerillagrupp - JEM - har någon militär kapacitet kvar.[4]

## Avlidna
- 2 februari - Fredrik Kayser, 90, norsk motståndsman under andra världskriget.